# Mansac
Mansac ist eine Gemeinde mit 1.542 Einwohnern (Stand 1. Januar 2022) in Frankreich. Sie gehört zur Region Nouvelle-Aquitaine, zum Département Corrèze, zum Arrondissement Brive-la-Gaillarde und zum Kanton Saint-Pantaléon-de-Larche.

## Geografie und Infrastruktur
Mansac wird von der Autoroute A89 passiert. Ein Anschluss an diese Schnellstraße befindet sich nordöstlich des Siedlungsgebietes bzw. in der Mitte der Gemeindegemarkung. Die Nachbargemeinden sind Yssandon im Norden, Varetz im Nordosten, Saint-Pantaléon-de-Larche im Osten, Pazayac im Süden, Terrasson-Lavilledieu und Cublac im Südwesten und Brignac-la-Plaine im Westen. An der westlichen Gemeindegrenze verläuft das Flüsschen Logne, das hier in die Vézère einmündet.

## Bevölkerungsentwicklung
| Jahr      | 1962 | 1968 | 1975 | 1982 | 1990 | 1999 | 2008 | 2012 |
| --------- | ---- | ---- | ---- | ---- | ---- | ---- | ---- | ---- |
| Einwohner | 1104 | 1114 | 1227 | 1281 | 1341 | 1312 | 1374 | 1361 |

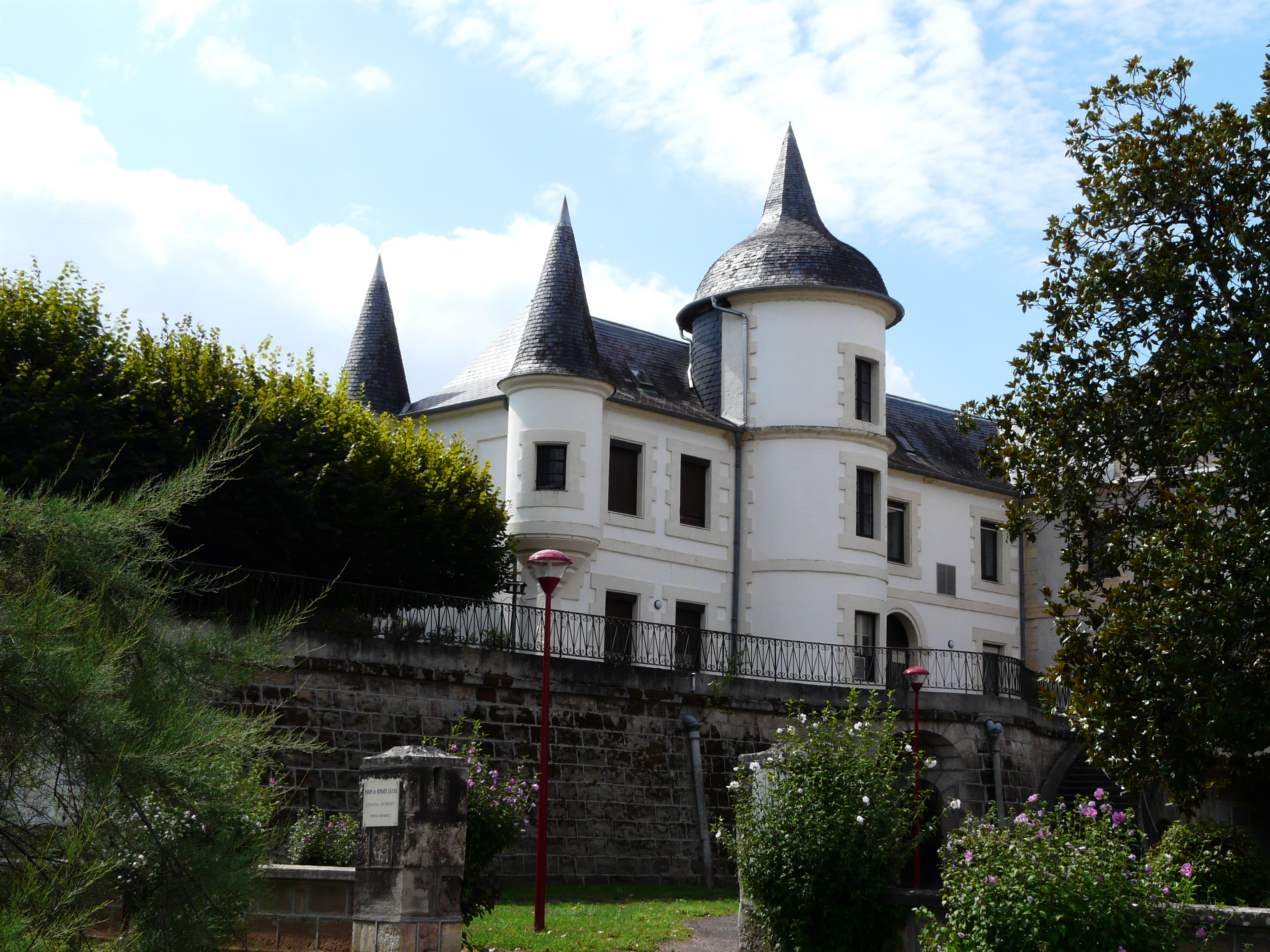
Château de la Choisne
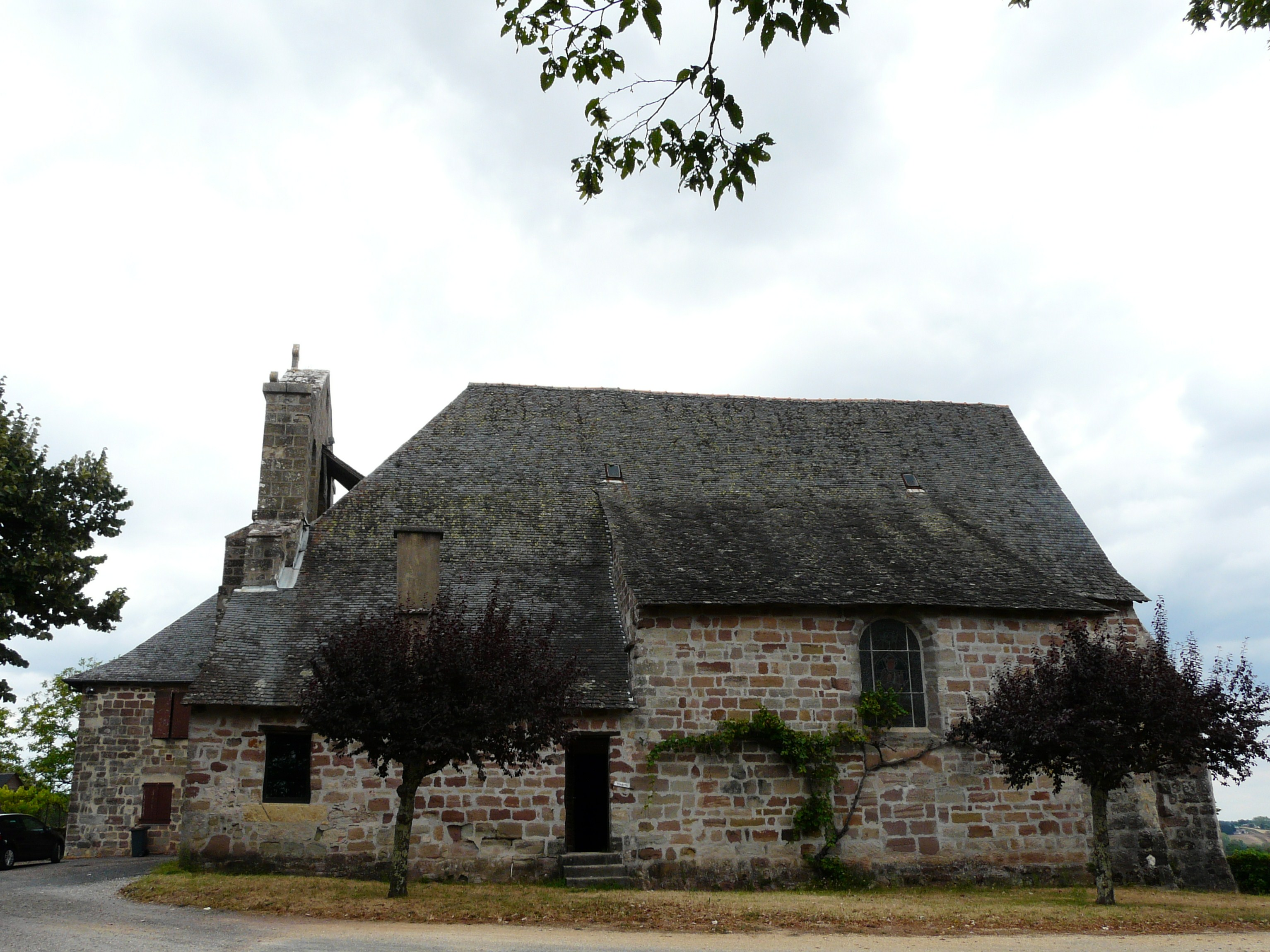
Kirche Saint-Sigismond
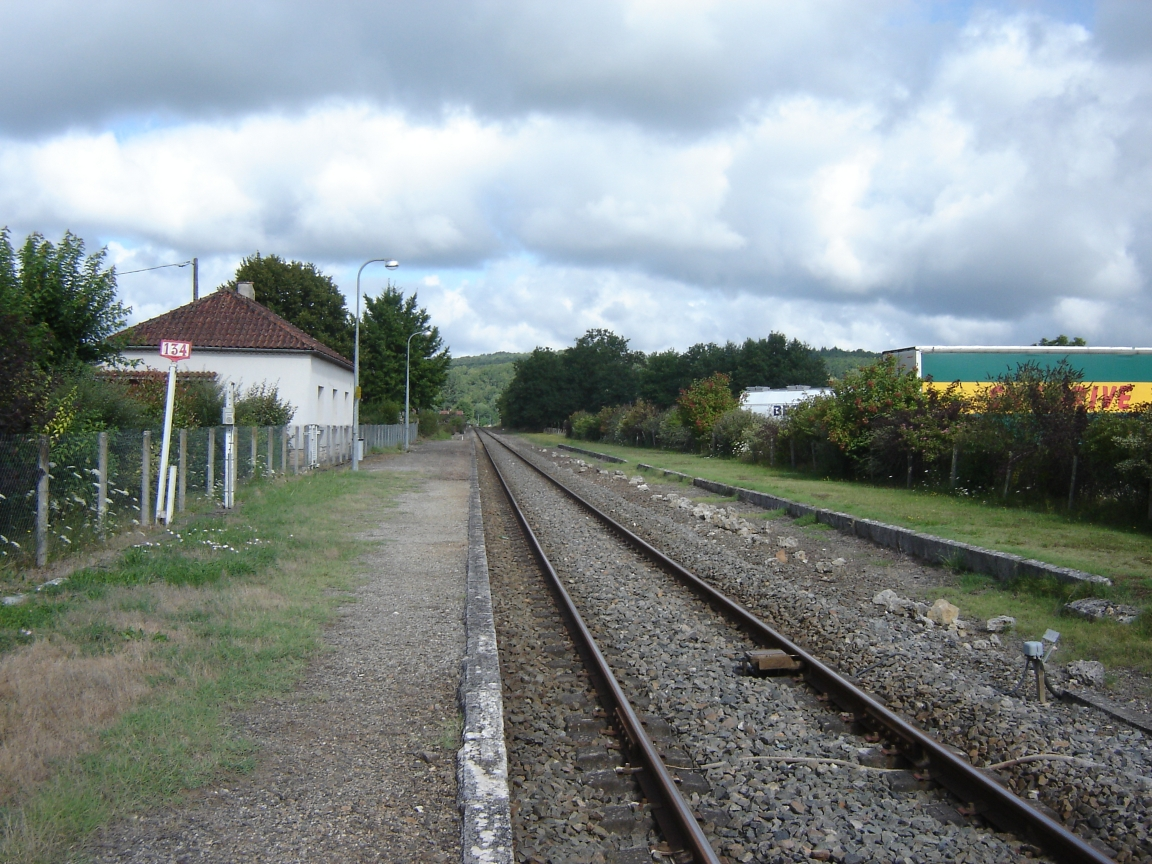
Bahnhof La Rivière de Mansac an der Bahnstrecke Coutras–Tulle
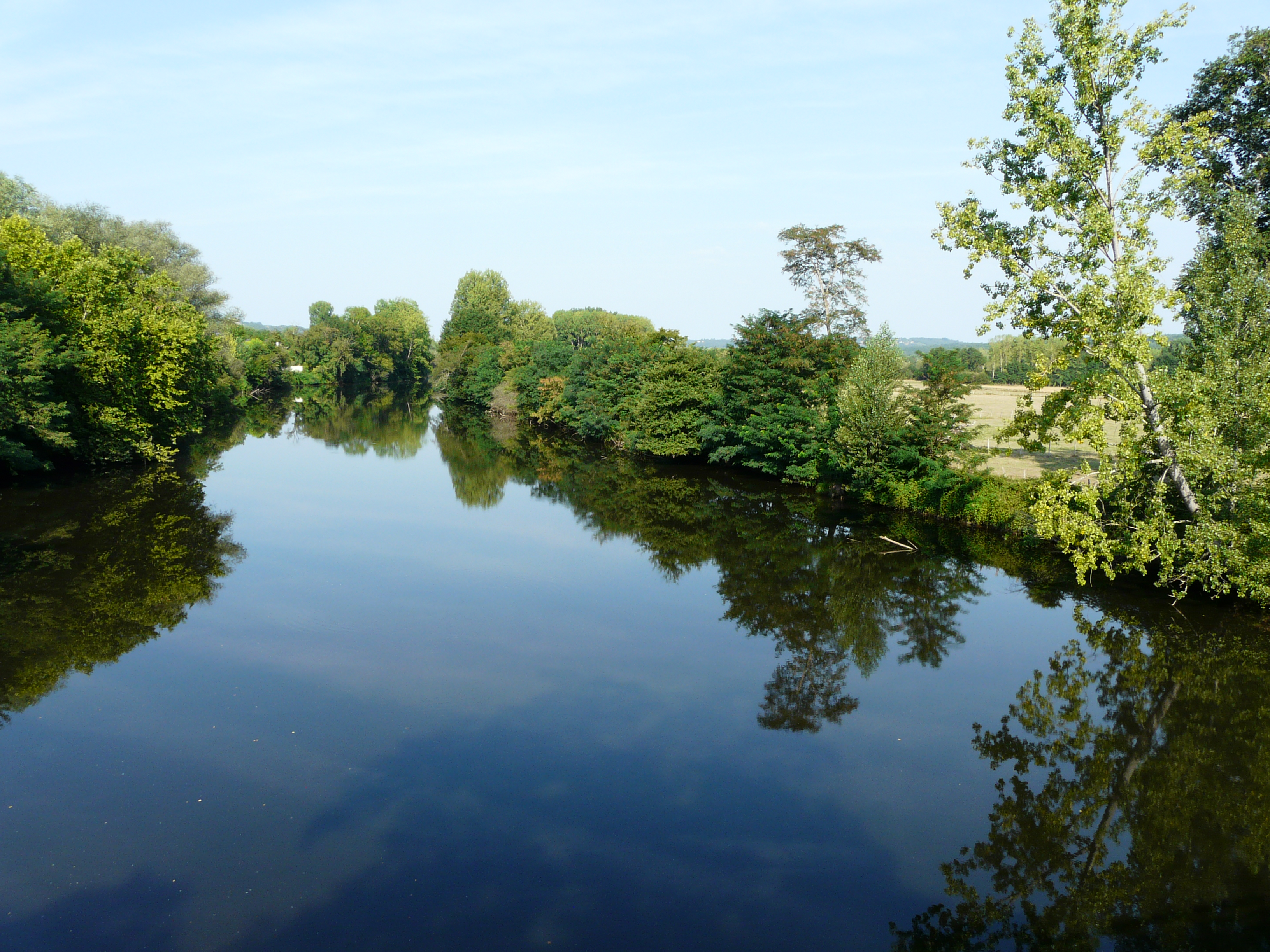
Blick auf die Vézère